# Estação Aérea Naval Corpus Christi

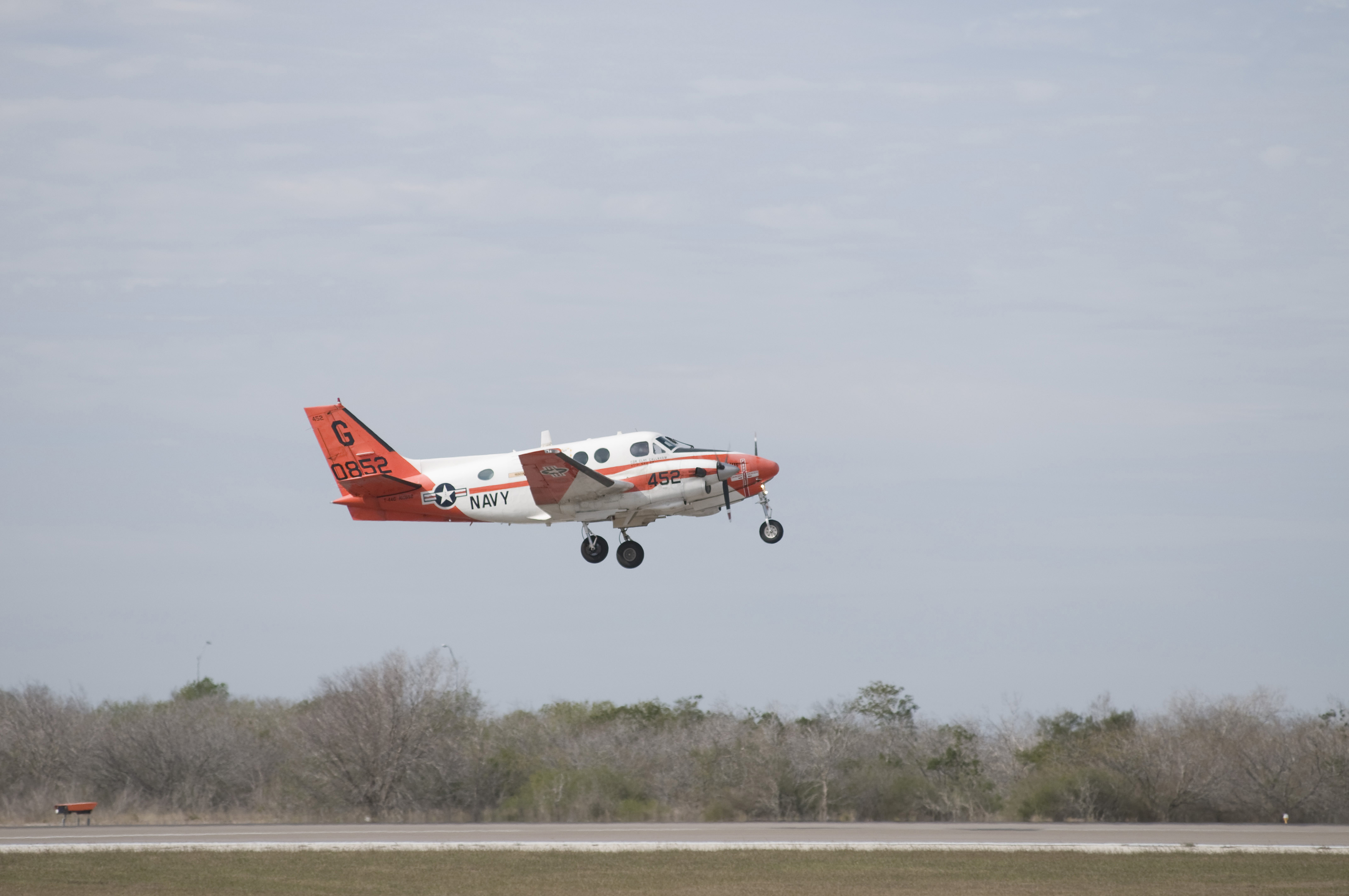

Estação Aérea Naval de Corpus Christi (IATA: NGP, ICAO: KNGP, FAA LID: NGP) é uma base aérea naval da Marinha dos Estados Unidos localizada a seis milhas (10 km) a sudeste do distrito comercial central (CBD) de Corpus Christi, no Condado de Nueces, Texas.

## História
Uma estação aérea naval para Corpus Christi havia sido proposta desde meados da década de 1930, e o congressista da cidade, Richard M. Kleberg, a apoiou. Mas permaneceu um projeto de construção de baixa prioridade para a Marinha dos EUA até 9 de janeiro de 1940. (A família Kleberg e Roy Miller apoiaram a busca do vice-presidente John Nance Garner pela indicação presidencial de 1940.) Rep. Lyndon B. Johnson tornou-se um importante aliado do Texas na candidatura do presidente Franklin D. Roosevelt para um terceiro mandato, e a Casa Branca disse ao Departamento da Marinha para consultar Johnson e seguir seus conselhos sobre os contratos da Marinha no Texas. Em fevereiro de 1940, o projeto estava na lista de favoritos da Marinha. Brown & Root, uma empresa de Houston, dividiu o contrato de construção com outro apoiador do New Deal, Henry Kaiser ; o presidente assinou pessoalmente o (primeiro) contrato de custo mais taxa fixa em 13 de junho de 1940. A campanha de Roosevelt no Texas não tinha mais falta de dinheiro.
A etapa oficial que levou à construção da Estação Aérea Naval foi iniciada pelo 75º Congresso dos Estados Unidos em 1938. Um conselho concluiu que a falta de instalações de treinamento capazes de atender a uma demanda de emergência para pilotos constituía uma situação grave. Eles recomendaram o estabelecimento de uma segunda estação de treinamento aéreo e, além disso, que ela fosse localizada na Baía de Corpus Christi . O NAS Corpus Christi foi comissionado por seu primeiro Comandante, o CAPT Alva Berhard, em 12 de março de 1941. O primeiro treinamento de voo começou em 5 de maio de 1941.

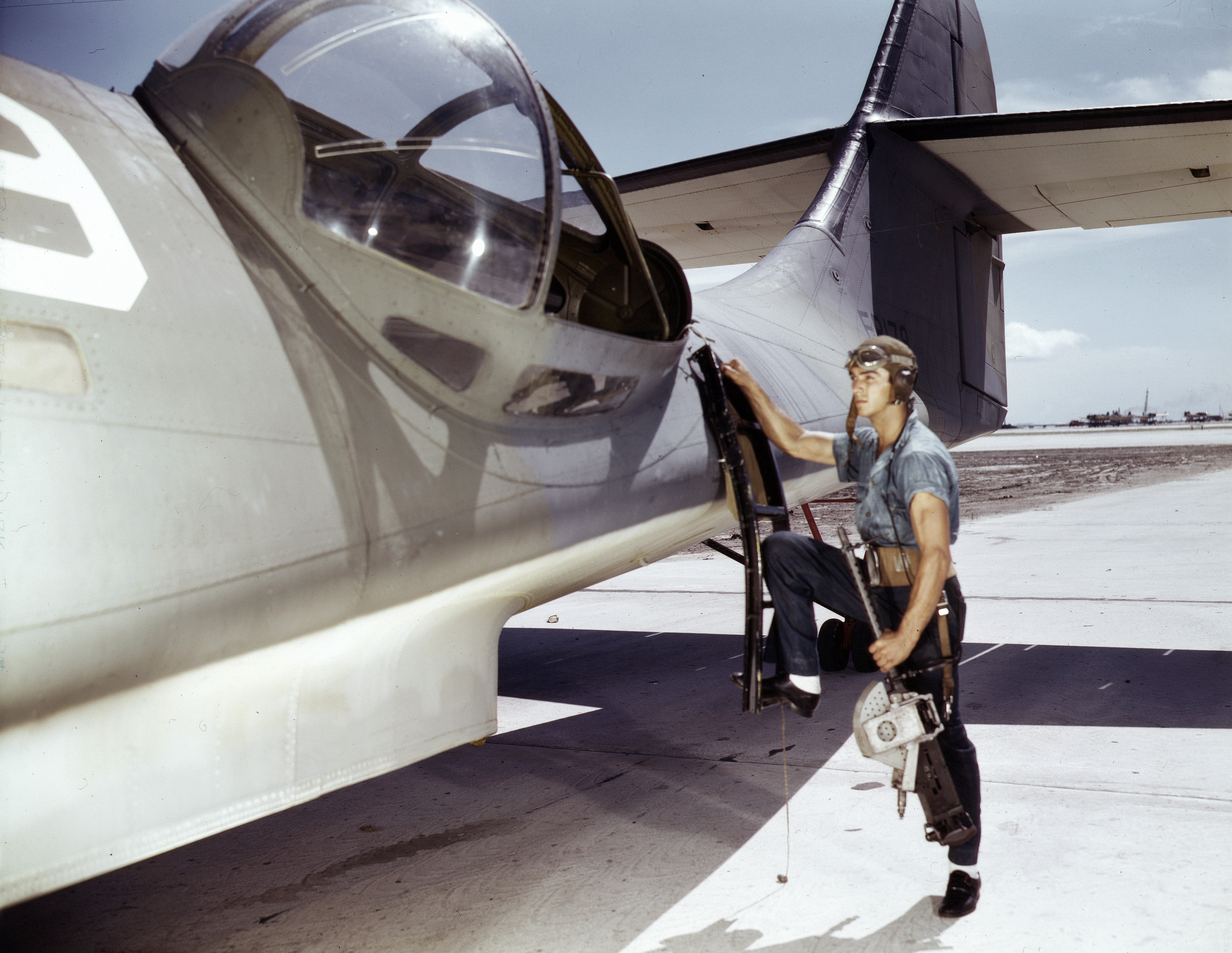
Aviation Ordnanceman estacionado na Naval Air Station Corpus Christi embarcando em um PBY Catalina, por volta de 1942

Em 1941, 800 instrutores forneciam treinamento para mais de 300 alunos pilotos por mês. A taxa de treinamento quase dobrou após o bombardeio de Pearl Harbor . No final da Segunda Guerra Mundial, mais de 35.000 aviadores navais ganharam suas asas lá. Corpus Christi forneceu treinamento de voo intermediário na Segunda Guerra Mundial, treinando pilotos navais para pilotar aviões do tipo SNJ, SNV, SNB, OS2U, PBY e N3N . Em 1944, era o maior centro de treinamento de aviação naval do mundo. A instalação cobria 20 000 acre(s)s (81 km2)  , e tinha 997 hangares, lojas, quartéis, armazéns e outros edifícios.
O futuro presidente George HW Bush foi o piloto mais jovem a receber suas asas no NAS Corpus Christi em junho de 1943. NAS Corpus Christi também foi a casa dos Blue Angels de 1951 a 1954. Também serviu como uma estação de rastreamento do Projeto Mercury no início dos anos 1960.

### filmagem 2020
Em 21 de maio de 2020, um motorista colidiu com um portão do perímetro norte do NAS Corpus Christi, ativando barreiras de veículos que pararam o veículo. O motorista então saiu e abriu fogo antes de ser baleado e morto. Um policial da Marinha foi baleado, mas estava protegido por um colete balístico. Funcionários do FBI anunciaram que o incidente estava relacionado ao terrorismo e uma segunda pessoa de interesse pode estar foragido. O atirador foi posteriormente identificado como Adam Alsalhi, um morador de Corpus Christi de 20 anos nascido na Síria, que expressou apoio ao ISIS e à Al-Qaeda na Península Arábica . O incidente foi o segundo tiroteio fatal e o quarto incidente de segurança que causou o bloqueio do NAS Corpus Christi desde fevereiro de 2019.